# 38. ročník udílení Zlatých glóbů
38. ročník udílení Zlatých glóbů se konal 31. ledna 1981 v hotelu Beverly Hilton v Beverly Hills, Los Angeles. Asociace zahraničních novinářů sdružených v Hollywoodu, která Zlatý glóbus uděluje, vyhlásila nominace 12. ledna. Miss Golden Globe byla pro tento rok modelka a herečka Rosanne Katon. Držitelem Ceny Cecila B. DeMilla se stal Gene Kelly.
Nejvíce nominací i cen posbíralo rodinné Obyčejní lidé, které z osmi nominací proměnilo v cenu pět. Zlatý glóbus si za režii tohoto snímku odnesl Robert Redford.
Robert De Niro získal svůj první a zatím jediný Glóbus za postavu boxera Jaka La Motty v dramatu Zuřící býk. Timothy Hutton vyhrál dvě ceny, první za svůj vedlejší výkon ve filmu Obyčejní lidé a druhou za nováčka roku. Za stejnou roli vyhrál taky Oscara a do roku 2012 byl nejmladším držitelem této ceny v kategorii mužský herecký výkon ve vedlejší roli.
V televizních kategoriích nejvíc cen posbíral dobrodružní seriál Šogun, který získal tři ocenění. Obě vedlejší kategorie, ženský i mužský herecký výkon, měli dva vítěze.
Alan Alda vyhrál za postavu Hawkeyho Pierce v seriálu M*A*S*H svůj čtvrtý Glóbus.

## Vítězové a nominovaní

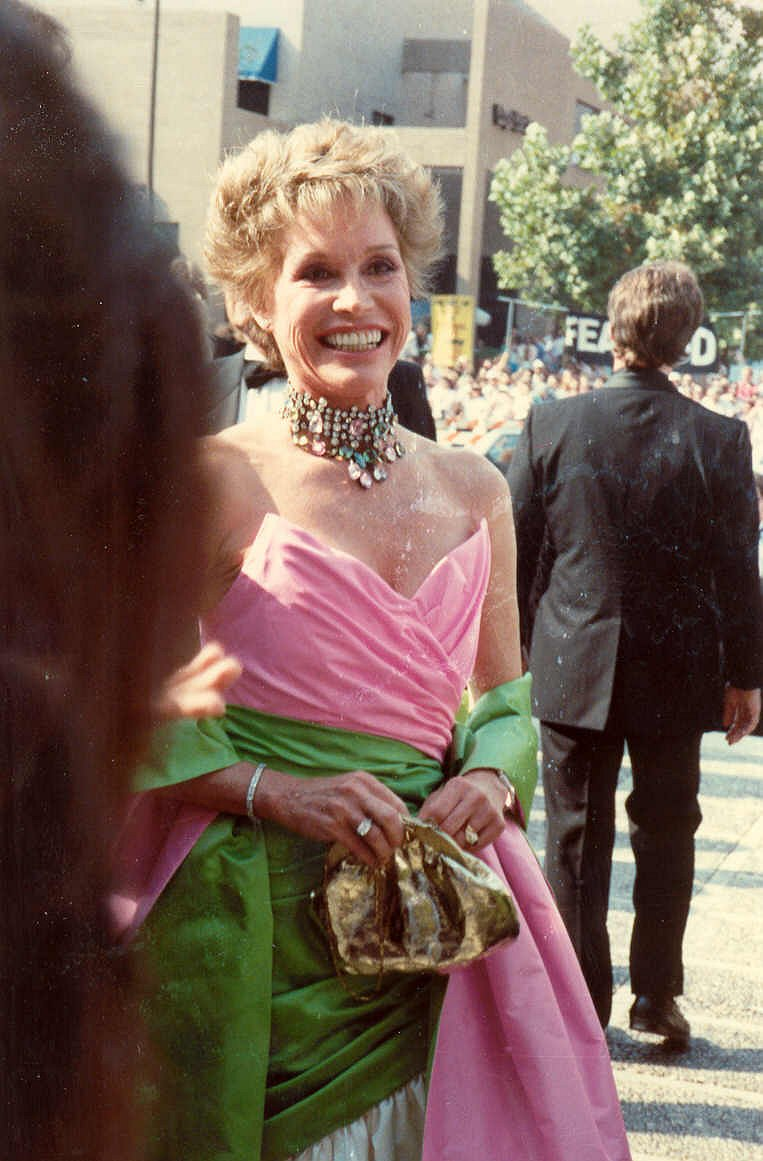
Nejlepší dramatická herečka Mary Tyler Moore

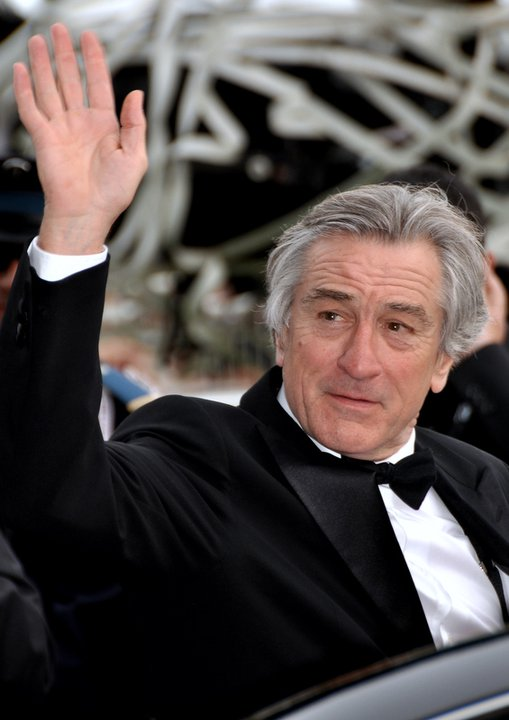
Nejlepší dramatický herec Robert De Niro

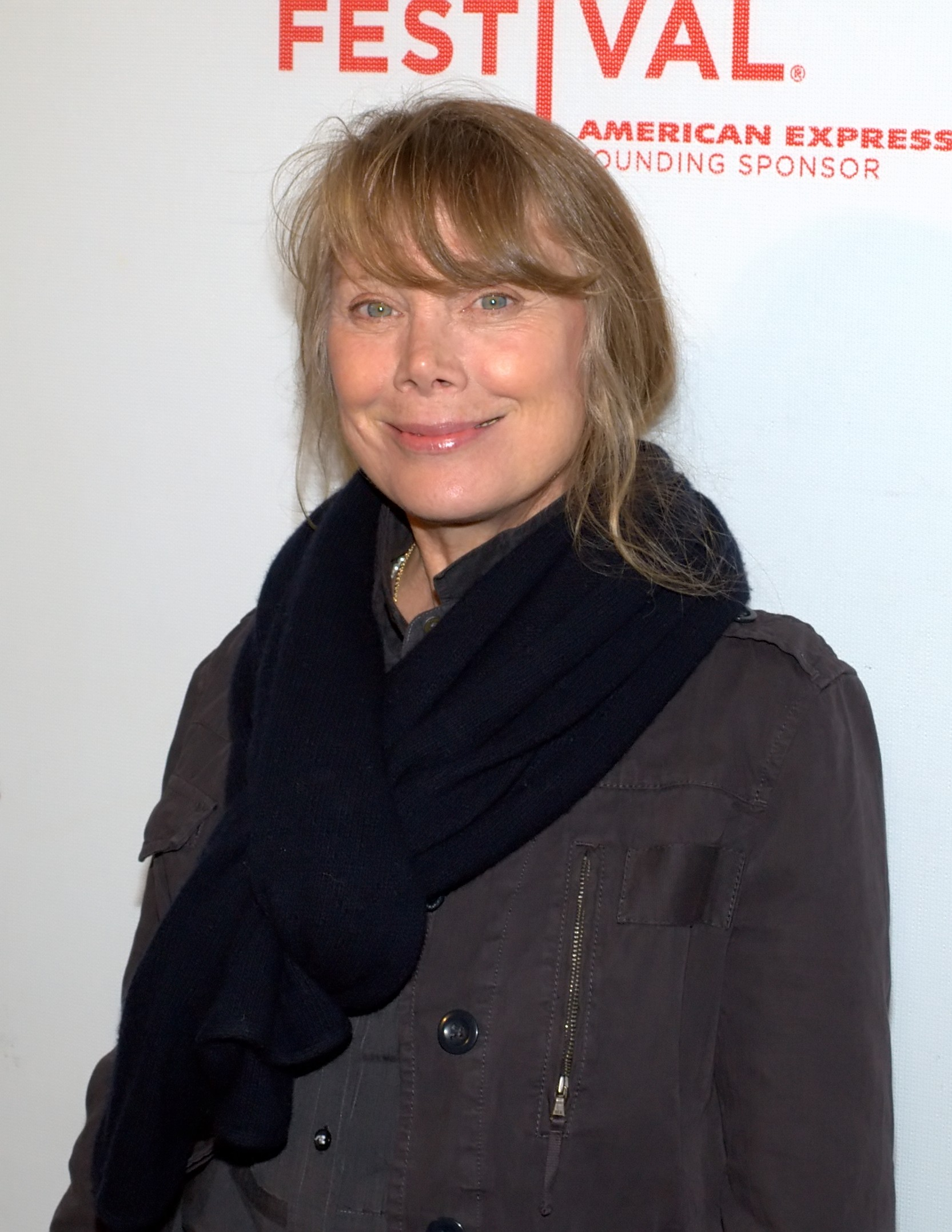
Nejlepší komediální/muzikálová herečka Sissy Spacek

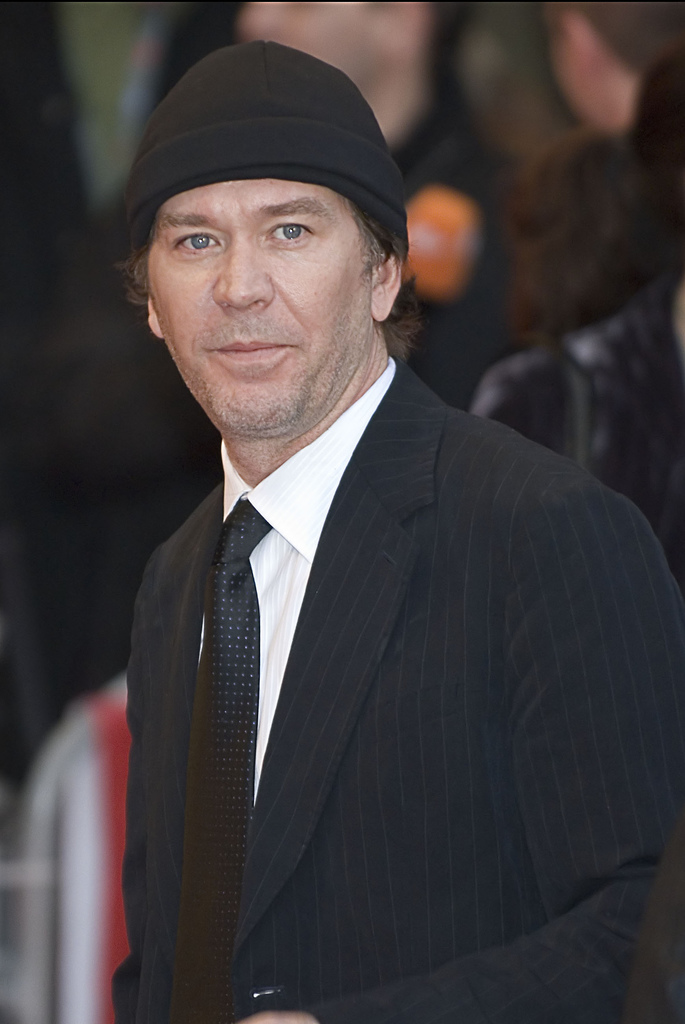
Nejlepší vedlejší herec Timothy Hutton

### Filmové počiny

#### Nejlepší film (drama)
- Obyčejní lidé – producent Ronald L. Schwary
- Sloní muž – producent Jonathan Sanger
- The Ninth Configuration – producent William Peter Blatty
- Zuřící býk – producenti Robert Chartoff, Irwin Winkler
- V roli kaskadéra – producent Richard Rush

#### Nejlepší film (komedie / muzikál)
- První dáma country music – producent Bernard Schwartz
- Připoutejte se, prosím! – producent Jon Davison
- Sláva – producent Alan Marshall
- Manažer – producenti Gene Kirkwood, Howard W. Koch
- Melvin a Howard – producenti Art Linson, Don Phillips

#### Nejlepší režie
- Robert Redford – Obyčejní lidé
- David Lynch – Sloní muž
- Roman Polanski – Tess
- Richard Rush – V roli kaskadéra
- Martin Scorsese – Zuřící býk

#### Nejlepší herečka (drama)
- Mary Tyler Moore – Obyčejní lidé
- Ellen Burstyn – Vzkříšení
- Nastassja Kinski – Tess
- Deborah Raffin – Dotek lásky
- Gena Rowlands – Gloria

#### Nejlepší herečka (komedie / muzikál)
- Sissy Spacek – První dáma country music
- Irene Cara – Sláva
- Goldie Hawn – Vojín Benjaminová
- Bette Midler – Divine Madness
- Dolly Parton – Od devíti do pěti

#### Nejlepší herec (drama)
- Robert De Niro – Zuřící býk
- John Hurt – Sloní muž
- Jack Lemmon – Hold
- Peter O'Toole – V roli kaskadéra
- Donald Sutherland – Obyčejní lidé

#### Nejlepší herec (komedie / muzikál)
- Ray Sharkey – Manažer
- Neil Diamond – The Jazz Singer
- Tommy Lee Jones – První dáma country music
- Paul Le Mat – Melvin a Howard
- Walter Matthau – Nebe, peklo, ráj

#### Nejlepší herečka ve vedlejší roli
- Mary Steenburgen – Melvin a Howard
- Lucie Arnaz – The Jazz Singer
- Beverly D'Angelo – První dáma country music
- Cathy Moriarty – Zuřící býk
- Debra Winger – Městský kovboj

#### Nejlepší herec ve vedlejší roli
- Timothy Hutton – Obyčejní lidé
- Judd Hirsch – Obyčejní lidé
- Joe Pesci – Zuřící býk
- Jason Robards – Melvin a Howard
- Scott Wilson – The Ninth Configuration

#### Objev roku – herečka
- Nastassja Kinski – Tess
- Nancy Allen – Oblečen na zabíjení
- Cathy Moriarty – Zuřící býk
- Dolly Parton – Od devíti do pěti
- Debra Winger – Městský kovboj

#### Objev roku – herec
- Timothy Hutton – Obyčejní lidé
- Christopher Atkins – Modrá laguna
- William Hurt – Mutace
- Michael O'Keefe – Velký Santini
- Steve Railsback – V roli kaskadéra

#### Nejlepší scénář
- William Peter Blatty – The Ninth Configuration
- Eric Bergren, Christopher Devore, David Lynch – Sloní muž
- Alvin Sargent – Obyčejní lidé
- Mardik Martin, Paul Schrader – Zuřící býk
- Lawrence B. Marcus – V roli kaskadéra

#### Nejlepší hudba
- Dominic Frontiere – V roli kaskadéra
- Giorgio Moroder – Americký gigolo
- Lalo Schifrin – Soutěž
- Michael Gore – Sláva
- John Barry – Kdysi dávno
- John Williams – Star Wars: Epizoda V – Impérium vrací úder

#### Nejlepší filmová píseň
- „Fame“ – Sláva, hudba Michael Gore, text Dean Pitchford
- „Call Me“ – Americký gigolo, hudba a text Deborah Harry, Giorgio Moroder
- „Love On the Rocks“ – The Jazz Singer, hudba a text Gilbert Bécaud, Neil Diamond
- „9-To-5“ – Od devíti do pěti, hudba a text Dolly Parton
- „Yesterday's Dreams“ – A zase zamilovaná, hudba Michel Legrand, text Carol Connors

#### Nejlepší zahraniční film
- Tess – režie Roman Polański,Velká Británie
- Krotitel Morant – režie Bruce Beresford, Austrálie
- Kagemuša – režie Akira Kurosawa, Japonsko
- Poslední metro – režie François Truffaut, Francie
- Moje skvělá kariéra – režie Gillian Armstrong, Austrálie
- Zvláštní léčba – režie Goran Paskaljević, Jugoslávie

### Televizní počiny

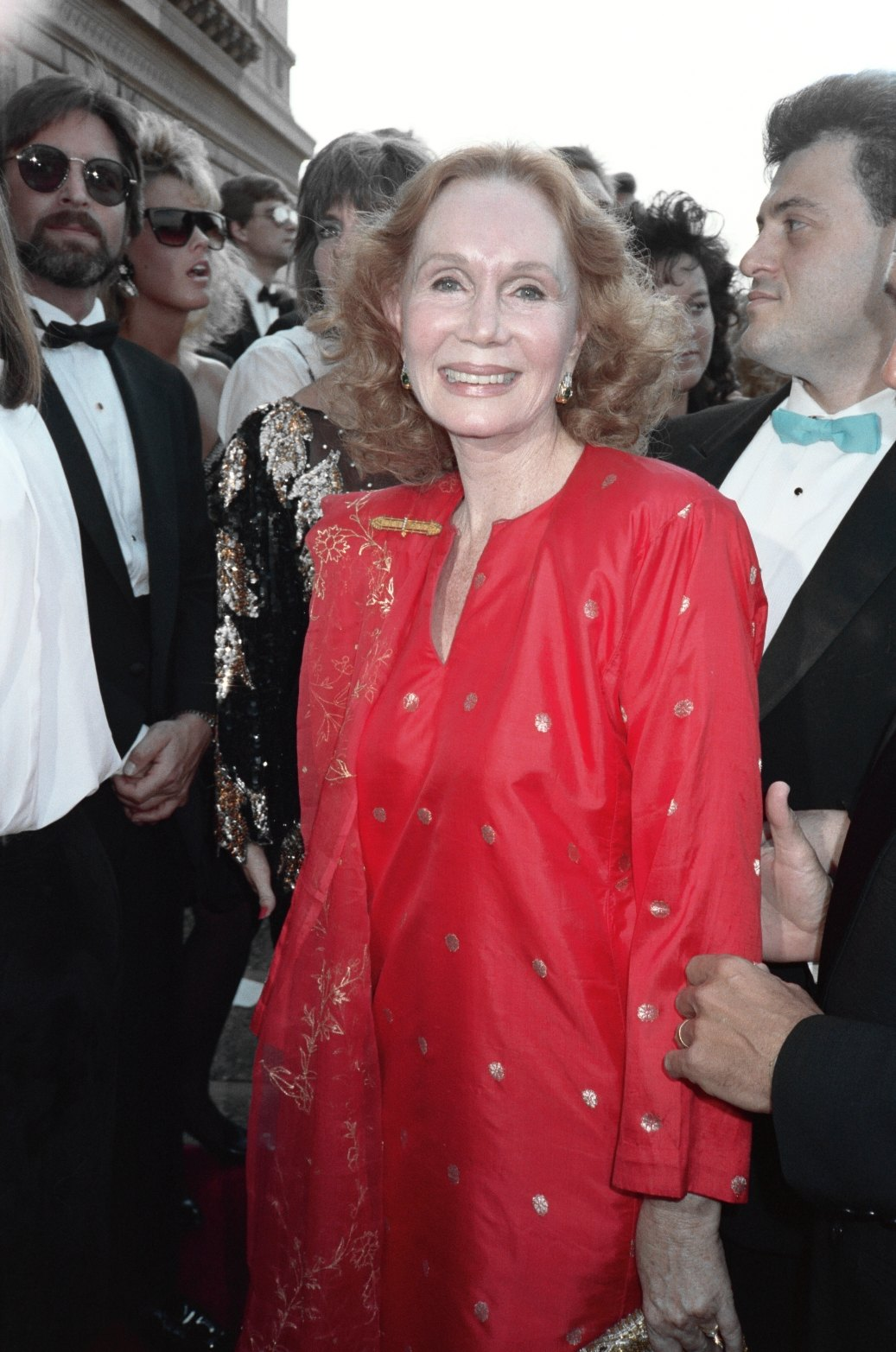
Nejlepší komediální herečka v seriálu Katherine Helmond

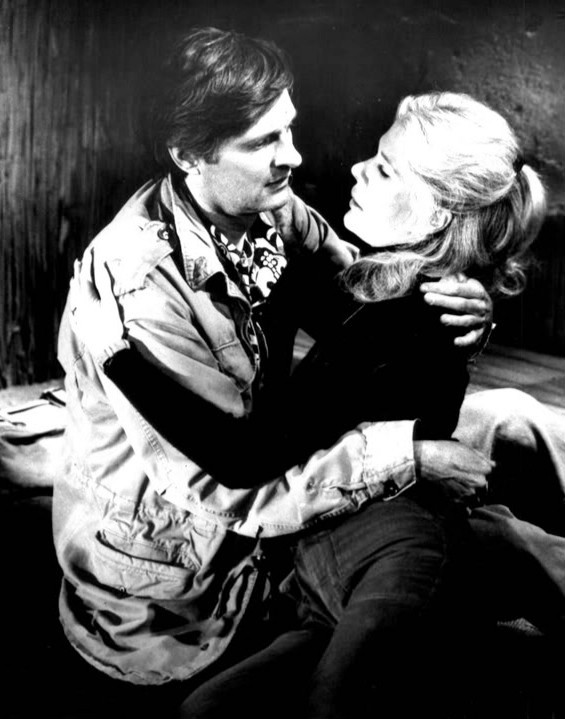
Nejlepší komediální herec v seriálu Alan Alda (na obrázku s kolegyní Lorettou Swit)

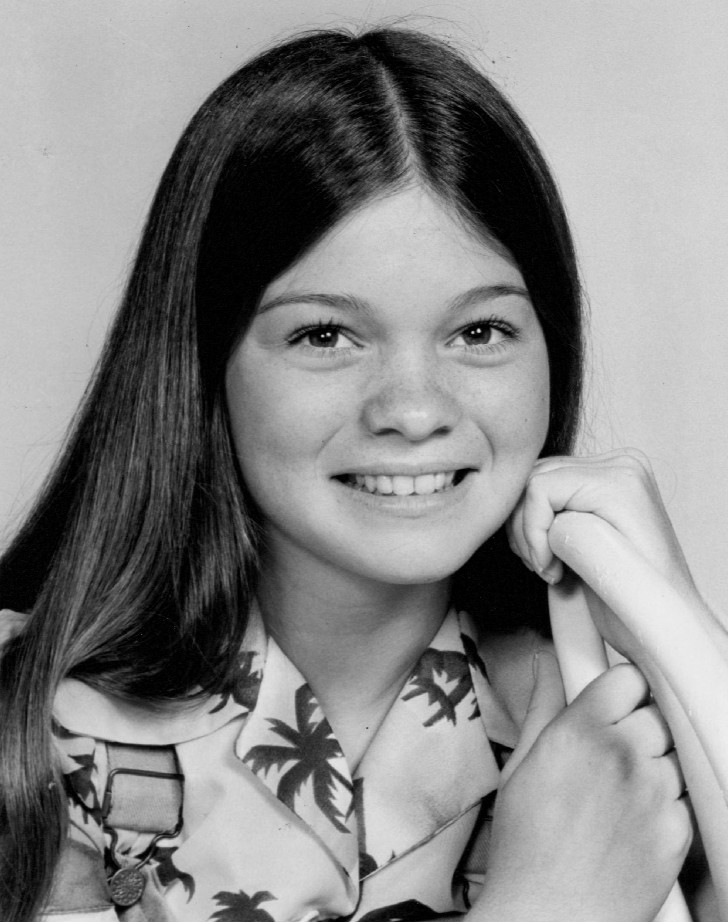
Nejlepší vedlejší herečka v seriálu Valerie Bertinelli

#### Nejlepší televizní seriál (drama)
- Šogun
- Dallas
- Hart a Hartová
- Lou Grant
- The Scarlett O'Hara War
- Vega$

#### Nejlepší televizní seriál (komedie / muzikál)
- Taxi
- Alice
- Love Boat
- M*A*S*H
- Soap

#### Nejlepší televizní film
- The Shadow Box
- The Diary Of Anne Frank
- The Ordeal Of Dr. Mudd
- Playing For Time
- A Tale Of Two Cities

#### Nejlepší herečka v seriálu (drama)
- Yôko Shimada – Šogun
- Barbara Bel Geddes – Dallas
- Melissa Gilbert – Little House On the Prairie
- Linda Gray – Dallas
- Stefanie Powers – Hart a Hartová

#### Nejlepší herečka v seriálu (komedie / muzikál)
- Katherine Helmond – Soap
- Loni Anderson – WKRP In Cincinnati
- Polly Holliday – Flo
- Linda Lavin – Alice
- Lynn Redgrave – House Calls

#### Nejlepší herec v seriálu (drama)
- Richard Chamberlain – Šogun
- Ed Asner – Lou Grant
- Larry Hagman – Dallas
- Robert Ulrich – Vega$
- Robert Wagner – Hart a Hartová

#### Nejlepší herec v seriálu (komedie / muzikál)
- Alan Alda – M*A*S*H
- Judd Hirsch – Taxi
- Hal Linden – Barney Miller
- Gavin MacLeod – Love Boat
- Wayne Rogers – House Calls

#### Nejlepší herečka ve vedlejší roli (seriál)
- Valerie Bertinelli – One Day At a Time
- Diane Ladd – Alice
- Marilu Henner – Taxi
- Beth Howland – Alice
- Linda Kelsey – Lou Grant

#### Nejlepší herec ve vedlejší roli (seriál)
- Pat Harrington – One Day At a Time
- Vic Tayback – Alice
- Danny DeVito – Taxi
- Andy Kaufman – Taxi
- Geoffrey Lewis – Flo

### Zvláštní ocenění

#### Cena Cecila B. DeMilla
- Gene Kelly